# Nicolae Gârbă
Nicolae Gârbă (* 16. Oktober 1927 in Bordei Verde, Kreis Brăila) ist ein ehemaliger rumänischer Politiker der Rumänischen Kommunistischen Partei PCR (Partidul Comunist Român) und Diplomat, der unter anderem zwischen 1988 und 1989 Botschafter in der Demokratischen Volksrepublik Korea (DVRK) war.

## Leben
Nicolae Gârbă besuchte vier Klassen der Handelsschule und begann 1942 eine Berufsausbildung zum Eisendreher an der Metallurgischen Fabrik „Grivița“ in Bukarest. Am 23. August 1944 wurde er Mitglied der kommunistischen Jugendorganisation UTC (Uniunea Tineretului Comunist) sowie im August 1945 auch Mitglied der damaligen Kommunistischen Partei Rumäniens PCdR (Partidul Comunist din Romania). 1949 wurde er Vorsitzender des Komitees der nunmehrigen Rumänischen Arbeiterpartei PMR (Partidul Muncitoresc Român) und besuchte 1951 einen dreimonatigen Parteilehrgang, woraufhin er 1951 zunächst Regionalinstrukteur im ZK der PMR wurde. Kurz darauf wurde er ebenfalls 1951 Leiter der Abteilung Schulung und Verbesserung der Kader sowie im September 1952 Erster Sekretär des Parteikomitees von „Grivița Roșie“, ein Werk der Staatlichen Eisenbahngesellschaft CFR (Căile Ferate Române). Im Anschluss wurde er 1953 Leiter der Organisationsabteilung im Bukarester Stadtparteikomitee sowie im April 1956 Gebietsinstrukteur sowie 1958 Verantwortlicher für die organisatorische Arbeit im CFR-Werk „Grivița Roșie“. Nachdem er zwischen 1959 und 1962 ein Studium an der Parteihochschule „Ștefan Gheorghiu“ absolviert hatte, wurde er 1962 erst Instrukteur im Bukarester Stadtparteikomitee, anschließend Sekretär für Organisation im Parteikomitee des Stadtteils „Tudor Vladimirescu“ sowie schließlich im Oktober 1963 Erster Sekretär des Parteikomitees des Stadtteils „Nicolae Bălcescu“.
Nachdem Gârbă 1967 ein Studiengang an der Fakultät für allgemeine Wirtschaft an der Wirtschaftsakademie Bukarest ASE (Academia de Studii Economice din București) abgeschlossen hatte, wurde er im Februar 1968 Leiter der Organisationsabteilung und Mitglied des Parteikomitees von Bukarest. Im Anschluss arbeitete er zwischen dem 9. November 1970 und dem 12. Oktober 1976 als Territorialinstrukteur des ZK der PCR für die Tätigkeit von Parteiorganisationen aus Ministerien und zentralen Institutionen sowie vom 12. Oktober 1976 bis zum 4. September 1978 als Sekretär für Organisation des Parteikomitees im Kreis Brăila. Er übernahm am 5. September 1978 die Posten als Vize-Innenminister sowie zugleich als Sekretär des Politischen Rates des Innenministeriums (Ministerul Afacerilor Interne) und bekleidete beide Funktionen bis zum 6. November 1984. Danach fungierte er zwischen dem 6. November 1984 und dem 26. Februar 1988 in Personalunion als Erster Vizepräsident des Exekutivkomitees des Volksrates im Kreis Caraș-Severin sowie zugleich als Mitglied des Büros des Parteikomitees in diesem Kreis. Zugleich wurde er am 24. September 1984 Mitglied des Komitees für die Probleme der Volksräte. Auf dem Dreizehnten Parteitag der PCR (19. bis 22. November 1984) wurde er zum Mitglied des ZK der PCR gewählt und gehörte diesem Parteigremium bis zum Vierzehnten Parteitag der PCR (20. bis 24. November 1989) an. Auf dem Dreizehnten Parteitag der PCR (19. bis 22. November 1984) wurde er zum Mitglied des ZK der PCR gewählt und gehörte diesem Parteigremium bis zum Vierzehnten Parteitag der PCR (20. bis 24. November 1989) an.
Zuletzt wurde Nicolae Gârbă am 13. April 1988 Nachfolger von Constantin Iftodi als außerordentlicher und bevollmächtigter Botschafter in der Demokratischen Volksrepublik Korea (DVRK) und verblieb auf diesem diplomatischen Posten in Pjöngjang bis zur Rumänische Revolution im Dezember 1989.